# Stirtonia victoriae
Stirtonia victoriae é uma espécie de  primata fóssil, encontrado no sítio paleontológico de La Venta, na Colômbia. Foi descrito a partir de fragmentos da maxila e do palato, por Kay et al, em 1987, que foi datada do período Mioceno, entre 12,6 e 13,7 milhões de anos atrás. A morfologia geral o inclui como próximo do gênero Alouatta (bugios ou guaribas), e provavelmente eram folívoros.